# كلير والاس
كلير والاس (بالإنجليزية: Claire Wallace)‏ هي عالمة اجتماع بريطانية، ولدت في 4 ديسمبر 1956.